# 白胜
白胜，小说《水浒传》中人物，原是一个闲汉，人称白日鼠。家住黄泥冈东十里路安乐村。为梁山一百零八将之一，也是较早上梁山的好汉之一。曾投奔过晁盖，受过晁盖资助。后应其邀请，与其同吴用等七位好汉一起劫取生辰纲，在行动中扮作卖酒人。案发后被济州府缉捕何涛及何清兄弟抓捕，熬不过苦刑认了府尹提出的证词。后被梁山人马救出，上了梁山，負責在梁山各处傳達機密。排座次时排在第一百零六位，上应地耗星。受招安后，在征讨方腊至杭州城时，因杭州城内瘟疫盛行，病倒于此，不久后病死。后被朝廷追封为“义节郎”。

## 影视形象
- 1983年山东版《水浒》：孟宪礼
- 1998年央视版《水浒传》：孙明月
- 2011年版《水浒传》：刘冠麟